# Karl Friedrich Burdach
Karl Friedrich Burdach (Lipsia, 12 giugno 1776 – Königsberg, 16 luglio 1847) è stato un fisiologo tedesco.
Si laureò nel 1800 in medicina a Lipsia, nel 1807 diventò professore all'Università di Lipsia, nel 1811 professore di anatomia e fisiologia all'Università di Tartu e nel 1814 professore all'Università di Kaliningrad.